# Le vergini di Salem
Le vergini di Salem (Les Sorcières de Salem) è un film del 1957 diretto da Raymond Rouleau.
Si tratta di un adattamento dell'opera teatrale Il crogiuolo (The Crucible) di Arthur Miller (1953).
Il film è stato premiato al Festival internazionale del cinema di Karlovy Vary del 1957 con un premio collettivo ai tre interpreti principali.

## Curiosità
Si tratta di una delle 4 grandi co-produzioni tra Francia e Germania Est realizzate durante gli anni cinquanta. Se i francesi erano interessati a realizzare film con meno costi i tedeschi erano invece interessati a far conoscere la loro ideologia al di fuori dal blocco comunista.
Jean Paul Sartre, che scrisse la sceneggiatura, rimase fedele al testo originale ma l'autore  originale pare non abbia molto gradito la sua versione tanto da impedire una distribuzione mondiale dell'opera. Anni dopo invece si venne a scoprire che Arthur Miller era intervenuto solo per danneggiare la carriera dell'attore protagonista Yves Montand all'epoca coinvolto in una relazione amorosa con la moglie Marylin Monroe. 
Presentato al Festival internazionale del cinema di Karlovy Vary del 1957, ottenne il premio alla migliore interpretazione maschile ma in realtà il riconoscimento era per i tre protagonisti: Montand, Signoret e Demongeot. 
Ottenuti finalmente i diritti la casa di produzione francese Pathé nel 2017 ha potuto procedere ad un restauro della pellicola partendo proprio dal negativo originale.